# Jaskyňa na Kečovských lúkach
Jaskyňa na Kečovských lúkach – jaskinia krasowa w Krasie Słowacko-Węgierskim, w południowo-wschodniej Słowacji. Odkryta w 1952 r. Posiada bogatą szatę naciekową: stalaktyty, stalagmity, polewy naciekowe, stalagnaty i in. Zwracają uwagę zwłaszcza cienkie stalaktyty rurkowe i skupiska cienkich, niskich stalagnatów. Nie jest udostępniona do zwiedzania.

## Położenie
Jaskinia znajduje się w granicach administracyjnych wsi Kečovo w powiecie Rożniawa, w południowej części Płaskowyżu Silickiego. Otwór wejściowy jaskini znajduje się w zboczu suchego uwału, usytuowanego w przybliżeniu pośrodku rozległych Kečovských lúk (Kečovskich Łąk), ok. 10 m ponad jego dnem, na wysokości 438 m n.p.m. Leży ok. 500-600 m na zachód od czerwonego szlaku turystycznego wiodącego z Kečova do Silickiej Brezovej. Jaskinia należy do tzw. Brezovsko-Kečovskiego podziemnego systemu hydrologicznego, odwadniającego tę część Płaskowyżu Silickiego poprzez Kečovskie Wywierzysko.

## Historia eksploracji
Otwór Jaskini na Kečovskich lúkach pokazał Jánowi Majko Štefan Hegedüs z Kečova w 1947 roku. Pierwotnie wejściowa studnie miała tylko 4 metry głębokości. Początkowo Majko, zajęty pracami w innych jaskiniach, nie podjął tu prac. Jednak Hegedüsowi udało się uzyskać pomoc, ustawił wciągarkę nad przepaścią i wraz z czterema robotnikami zaczął ją oczyszczać z gruzu. Na głębokości 15 m udało im się zejść między głazy, gdzie Majko stwierdził przeciąg. Prace jednak przerwano. Właściwe wejście do jaskini odkopali dopiero 22 października 1952 roku pracownicy Głównego Zarządu Turystyki (słow. Hlavná správa pre cestovný ruch): Július Kováč, Ladislav Molnár, Július Máte i Ladislav Lörinec. Otwarcie wejścia do jaskini wymagało wydobycia łącznie ok. 70 m3 śmieci, gliny i gruzu. W 1957 r. S. Šrol wyrysował pierwszą mapę jaskini. Dokładny opis jaskini z nową mapą zostały opublikowane w czasopiśmie „Slovenský kras” w roku 1986.

## Charakterystyka
Jaskinia na Kečovských lúkach jest jaskinią pochodzenia fluwiokrasowego, ale obecnie nie przepływa przez nią żaden ciek wodny. Tworzy ją system korytarzy i sal, często stosunkowo niskich, zarówno pochodzenia freatycznego jak i uwarunkowanych tektonicznie. Jest niemal pewne, że stosunkowo blisko jej dna znajduje się aktywny system hydrologiczny, który obecnie odwadnia depresję Kečovskich Łąk.
Rozpoczyna się głęboką na 16 m studnią, pokonywaną zjazdem na linie, na dnie której znajduje się dopiero otwór do właściwego systemu jaskiniowego w postaci wąskiej, stromo opadającej szczeliny. W tym miejscu przejście czasami bywało zasypywane rumoszem skalnym i błotem, co m. in. doprowadziło w 2003 r. do śmierci nietoperzy, zimujących w jaskini. Dlatego obecnie w tym miejscu zamontowane jest zabezpieczenie w postaci stalowej rury dużej średnicy, zapobiegające zawaleniu otworu. 
Poprzez serię wąskich szczelin, niskich korytarzy i mniejszych komór docieramy do newralgicznego punktu jaskini – pierwszego półsyfonu. Za nim, w Šikmej sieni (Krzywej Sali) na szczególną uwagę zasługują drobne heliktyty kalcytowe. W Bivakovej chodbe (Korytarzu Biwakowym) grotołazi biwakowali podczas szczegółowej eksploracji i mapowania jaskini w 1986 roku. Pestrá chodba (Kolorowy korytarz) jest naprawdę kolorowy. Choć nie ma tu masywnych stalagmitów ani stalagmitów, często występują na ścianach korytarza cienkie stalagmity rurkowe. Klenotnica (Skarbiec) oferuje podziwianie różnorodnych, osobliwych formacji naciekowych, ukrytych w gąszczu klasycznych stalaktytów. W Ostrej chodbe (Ostrym Korytarzu) na ścianach wysoko sięgających kominów występują zespoły żeber i żłobków, charakterystyczne dla krasu powierzchniowego, które prawdopodobnie powstały w wyniku chemicznego oddziaływania wód powierzchniowych, przesiąkających tu z sąsiedniego leja krasowego. Dalej znajduje się drugi półsyfon, a za nim Hlinený dóm, kończący ciąg jaskiniowy. Łączna długość korytarzy jaskini wynosi 1028 m, a jej całkowita deniwelacja to 57 m.